# Allemans-du-Dropt
Allemans-du-Dropt település Franciaországban, Lot-et-Garonne megyében. Lakosainak száma 486 fő (2022. január 1.). Allemans-du-Dropt Moustier, Cambes, Monteton, Puysserampion, Roumagne és Pardaillan községekkel határos.

## Népesség
A település népességének változása:
| Lakosok száma | 537  | 455  | 455  | 457  | 502  | 494  | 493  | 487  | 485  | 486  |
|               | 1968 | 1982 | 1990 | 2006 | 2013 | 2015 | 2017 | 2019 | 2020 | 2022 |